# Coppa Bernocchi 2009
La Coppa Bernocchi 2009, novantunesima edizione della corsa e valida come evento dell'UCI Europe Tour 2009 categoria 1.1, si svolse il 20 agosto 2009 su un percorso di 199,3 km. Fu vinta dall'italiano Luca Paolini che terminò la gara in 4h23'48", alla media di 45,33 km/h.
Partenza con 187 ciclisti, dei quali 115 portarono a termine il percorso.

## Ordine d'arrivo (Top 10)
| Pos. | Corridore         | Squadra        | Tempo    |
| ---- | ----------------- | -------------- | -------- |
| 1    | Luca Paolini      | Acqua & Sapone | 4h23'48" |
| 2    | Danilo Hondo      | PSK Whirlpool  | s.t.     |
| 3    | Enrico Gasparotto | Lampre         | s.t.     |
| 4    | Steve Cummings    | Barloworld     | s.t.     |
| 5    | Geraint Thomas    | Barloworld     | s.t.     |
| 6    | Enrico Magazzini  | Lampre         | s.t.     |
| 7    | Mauro Finetto     | CSF Group      | s.t.     |
| 8    | Alessandro Proni  | ISD            | a 2'23"  |
| 9    | Giovanni Visconti | ISD            | a 2'23"  |
| 10   | Diego Caccia      | Barloworld     | a 2'23"  |